# 华强北
华强北是位於中國廣東省深圳市的重要的電子產品商業地帶，有“中国电子第一街”之称，在中国改革开放30年中，不断上演着“一米柜台走出亿万富翁”的神话，也因商区内诸多的假冒、仿制电子产品零售商而闻名。
狭义的华强北指从深南路起，到红荔路止的这一段华强北路及两侧。广义的华强北指东起燕南路，西至华富路；南接深南路，北抵红荔路的一片区域，有时还包括深南路路南的临街建筑，如统建楼和世贸广场等。这片区域大约南北长930米，东西宽1560米，面积约1.45平方公里。从行政区划上，华强北属于福田区。华强北是中国大陆交易额最大的商业街，是大陆最有影响力的电脑硬件、电子元件市场之一，也是一个业态十分丰富的商业街区。
从2013年2月27日起，因地铁七号线施工，华强北路（红荔路-深南路）顺道被改造成为步行街，并于2017年1月14日开放路人步行。
华强北也因贩卖二手（或被偷窃电子设备）而闻名。不少小偷会将偷到的电子设备运来此处低价出售，商贩会使用技术手段消除绑定后二次出售，因此质量参差不齐，所以在此处购买需清晰地辨识电子设备的来源。

## 详细位置信息
华强北在地理位置上，靠近深圳特区的中心位置，东面是深圳市政协，西面是深圳中心公园，深圳中心商务区，以及市政府。华强北拥有深圳的地标之一赛格廣場，为世界最高钢管混凝土结构大厦，也是深圳第五高楼。

## 成就
华强北商业区作为全国首批购物放心一条街于2000年获得中国国家工商局授牌。
华强北·中国电子市场价格指数（华强北指数）于2007年10月在华强北诞生并向全球发布，使深圳成为中国电子市场的“风向标”、“晴雨表”。 2010年11月8日，正式列为CCTV-2《经济信息联播》数据采录单位；2011年 7月11日，华强北指数被中华人民共和国国务院办公厅采用，成为国家进行宏观政策调控的重要参考数据。
在2008年第十届中国国际高新技术成果交易会（高交会）华强北分会场开幕仪式上，华强北获得中国国家电子商会授予的“中国电子第一街”称号，标志着行内确认了华强北商业街在全国电子商业界的龙头地位。
据分析机构预测深圳厂商的平板电脑出货量大约占到了全球平板电脑总出货量的45%，这些产品大部分由华强北销往中国和其他发展中国家。

## 建设历史

### 军工厂迁入

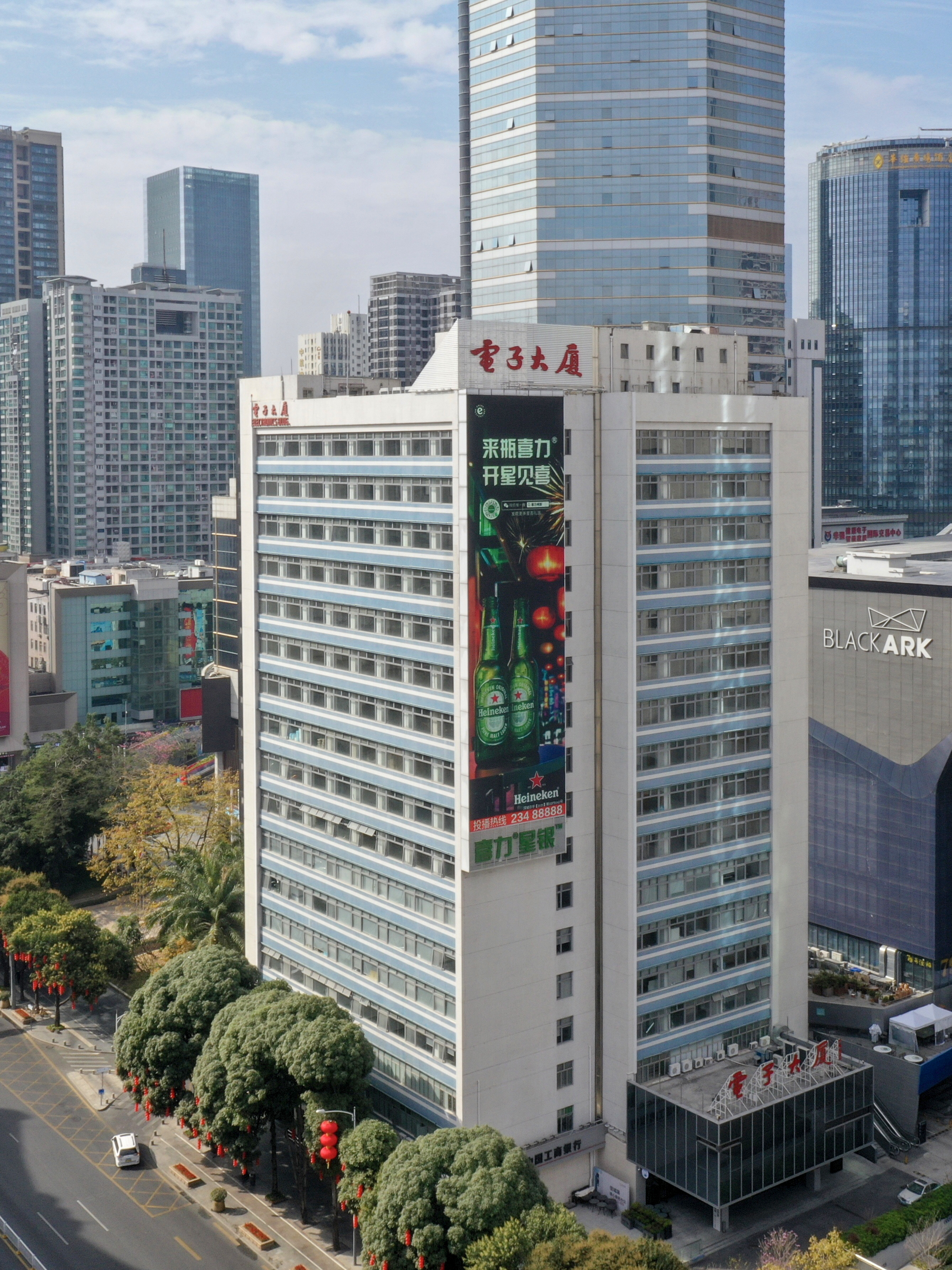
深圳电子大厦，1981年动工，次年8月竣工，是深圳立市以后第一座高楼

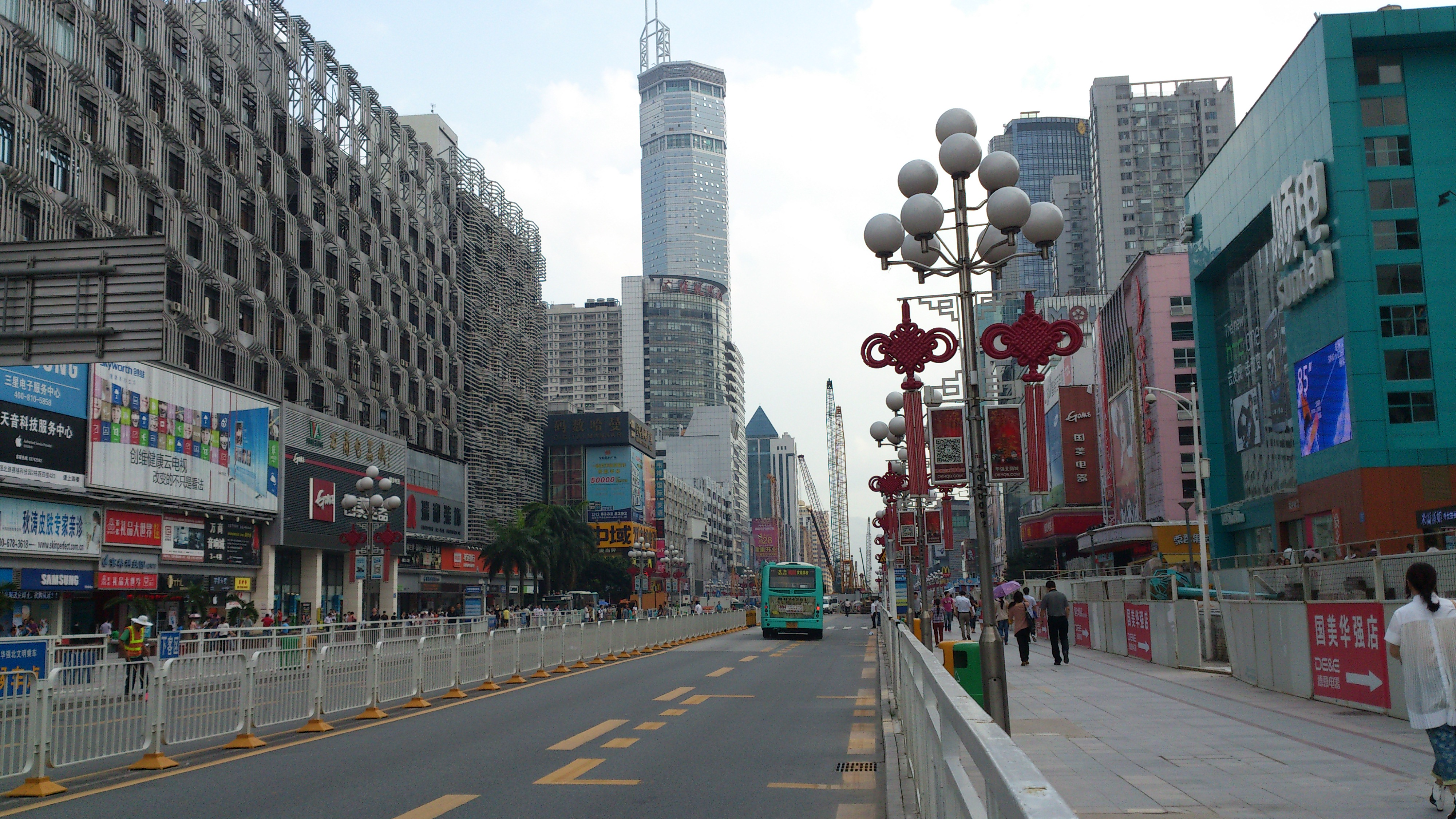
仍为机动车道的华强中路

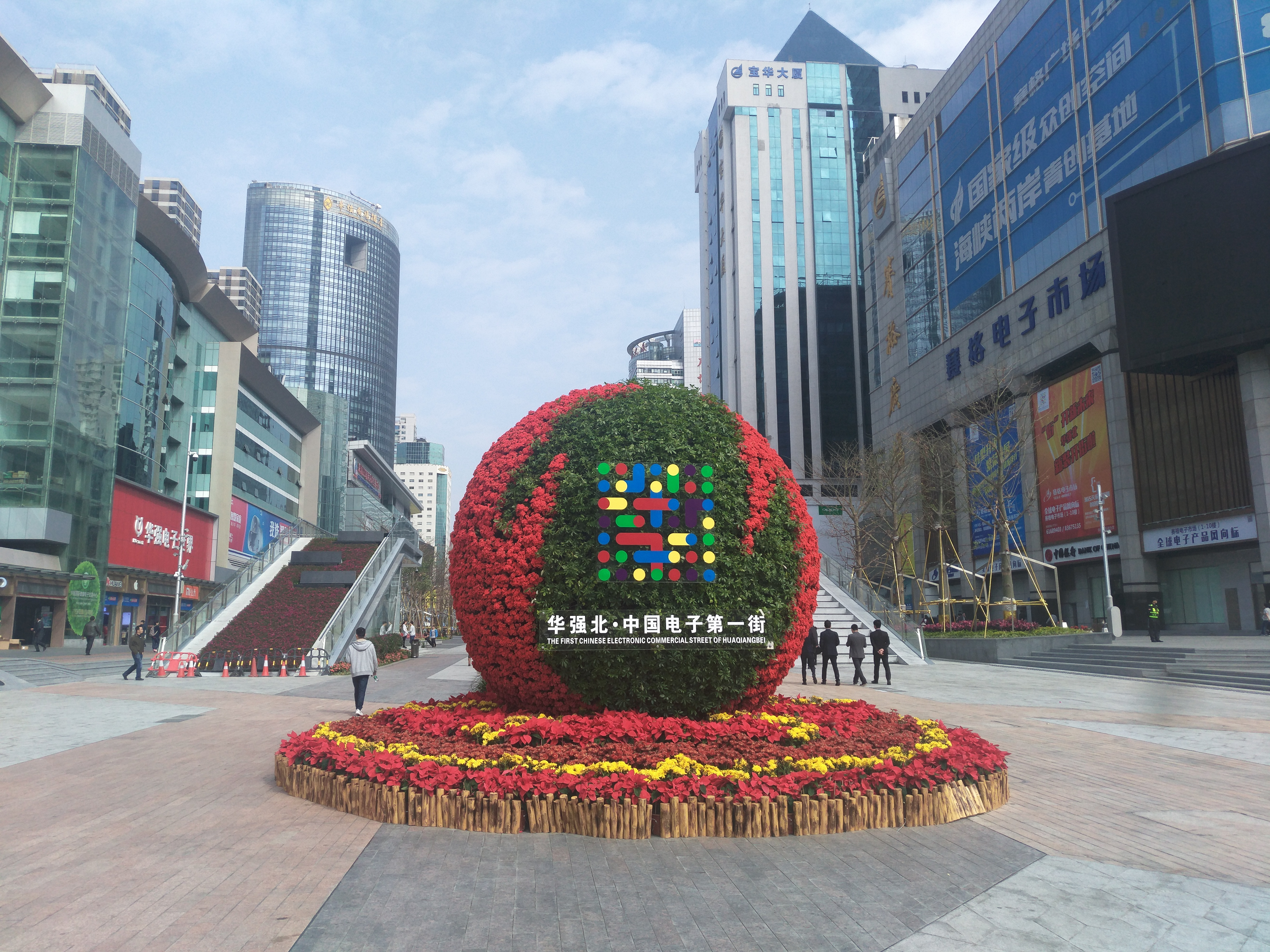
2017年重新开放的华强北步行街入口

1979年深圳由原来的宝安县升格为深圳市，当年9月，隶属于广东省电子局，位于韶关山区的3个军工厂——红权厂、东方红厂、先锋机械厂合并为一家公司，命名为深圳华强电子工业公司，迁址深圳，市政府同时划拨了原属于福田公社上步大队约15万平方米的土地作为新址开工。华强公司在这块处女地上陆续修建了南北向的几条厂区道路，与当时深南大道的前身，一条罗湖通往南头的东西向乡道，构成了后来华强北区块的雏形。
1980年，深圳市城市建设规划委员会成立，规划了上步工业区和八卦岭工业区。华强集团就在上步工业区内，企业旁的路以企业名命名，华强路因此得名。华强路又与深南路交叉，并以深南路为南北分界线，深南路以北被称为“华强北” 。而上步工业区可看作是华强北片区的前身。
1982年的上步工业区开始改造。当时由于深圳特区成立不久，因此城区面积很小，上步工业区相当于市郊。当时原电子工业部、兵器部、航空局、广东省电子局等单位在这里成立了华强、赛格、爱华、京华、中电等一系列电子工业企业。（现时部分地块已不属于人们通常认为的华强北）。这时，还没有华强北的概念，此处以电子工业生产为主。

### 建设电子产业
1986年深圳市人民政府、广东省和电子工业部以省市所属的电子企业和部属电子企业为基础，吸收其他部门所属电子企业参加，组建深圳电子集团公司，1988年1月深圳电子集团公司正式更名为赛格电子集团，1988年3月28日成立了中国首家电子配套市场——赛格电子配套市场，当时由来自深圳本地和内地的160多家厂商以及10家港商，以自营自销、联营代销的方式经营。此时形成了华强北的雏形，上步工业区也从一个工厂区变成了一个国内举足轻重的电子元器件交易市场。

#### 华强北电子指数
2006年10月，福田区政府安排，程一木与华强北管理办公室主任何国平结伴前往义乌，考察『义乌中国小商品指数』运作原理。在了解到这套指数是由浙江工商大学教授们设计后，又前往浙江工商大学学习这套指数的设计原理。返回深圳后，向福田区政府提交了设立华强北电子指数的建议，并被区政府提上议程。
2007年3月，福田区政府赴京汇报工作的同时，与中国电子信息产业发展研究院等机构，签订了华强北·中国电子市场价格指数建设项目合同。由研究院的下属赛迪顾问有限公司协助开发指数平台，9月，指数系统平台技术设计完成。10月12日18时，华强北·中国电子市场价格指数正式发布。

### 综合型商业街区
华强北既是电子一条街，也是一条商业街区，1993年，深圳万佳百货进驻华强北，最初开在华联发大厦，1994年7月17日正式对外营业，当时这家在中国率先拥有统一VI(Visual Identity)识别系统的商场，依靠琳琅满目的新颖商品，统一工作制服和培训的客服人员，在深圳迅速成为了一处热门商城。
此后，电子产品一直较为畅销。1995年4月深圳国际电子城专业市场正式开业。1997年万商电器城、大百汇商业城开业。1998年与赛格大厦隔华强北路相望的华强电子市场开业。华强北逐步成为中国南方最大的电子产品的生产及批发零售中心。与此同时，深圳开始调整产业结构，并且上步工业区由于深圳的迅速发展，这片地区慢慢成了市中心而地价大涨，使得不少工业企业纷纷外迁。
由于电子市场规模不断扩大及第二产业的退出，电子市场对周边相关配套行业需求越来越强烈。华强北的第三产业开始迅速发展，以酒店及商场为代表的服务业入驻，兼有向商贸、办公、银行、证券、房地产、餐饮及其他行业，华强北变成以商业、办公为主导、兼有部分居住的综合区。1994年，以万佳百货入驻华强北为标志，华强北真正衍变成了城市商圈。
1998年开始，深圳市和福田区政府共同投资4500万元人民币对华强北商业区进行了首期改造，12个改造项目于1999年10月全面竣工。此外，由商家进行改造、装修等产生的投资总额达4亿元人民币。2004年底，深圳地铁1号线开通，设有华强路站，出口就在华强北，更加速了租金上涨速度，而且人流越来越密集，因此产生了诸如区内交通拥堵和停车位等一系列问题，人们对第二期改造的呼声也越来越高。2006年，深圳市政府又进行“华强北换装”工程，将整个华强北商业街的外观进行升级改造。”
为改变困扰中国电子第一街多年的“一街多治”格局，2009年7月1日，华强北正式成立了街道办事处。

### 深圳严打违法经营运动
2012年，经过高压集中整治，华强商业圈出现“关、停、并、转”潮，一些依靠违法手段经营的商户失去生存空間，华强北手机专业市场3575个商户主动退场。国内外许多知名手机商纷纷进驻华强北，华强北正在严打契机下走上转型，改为专卖各种创新品牌，包括苹果、华为、小米，以及大疆无人机等等。
因地铁7号线施工，2013年2月27日至2017年1月13日，原來雙程四車道的华强北路将进行围挡封路。地鐵7号綫建成後，華強北路（红荔路—深南中路）被改造為步行街，並於2017年1月14日開放。華強北路下方則建有地下街，已于2018年7月18日正式开业。
据统计，目前华强北共有各类专业市场23个，专业市场面积超过深圳全市总量的1/5，其中经营面积1万平方米以上的大型商场有14家，是电子配套、家电、珠宝、钟表、服装等专业市场聚集的商业旺区。每日的客流量在50万人次以上，日资金流量达10亿元人民币。目前华强北的铺位租金是深圳最贵的地方之一，据估计，华强北的租金10年内涨了10倍。此外，華強北的茂業百貨（已改造為茂業天地）是深圳市營業額最高的百貨公司之一，2015年營業額達二十多億元人民幣。
2020年12月30日，华强北博物馆开馆，成为福田区第一个国有博物馆，也是深圳第一个商业街主题博物馆。

华强北步行街全景

## 交通

### 道路
毗邻深圳主要干道——深南中路人民南板块，交通可谓四通八达。东西向直线贯穿盐田区、罗湖区、南山区和宝安区。
由于地处中心地区，华强北片区道路在上下班高峰时段会十分繁忙。

### 公共交通
华强北设有四个地铁站，分别是深圳地铁1号线的华强路站，2号线、7号线的华强北站、2号线的燕南站，和3号线、7号线的华新站，四个地铁站使用率十分高，並經常出現拥挤情況。
华强北有多条公交线路，整个华强北交通网络已非常成熟。

## 图片

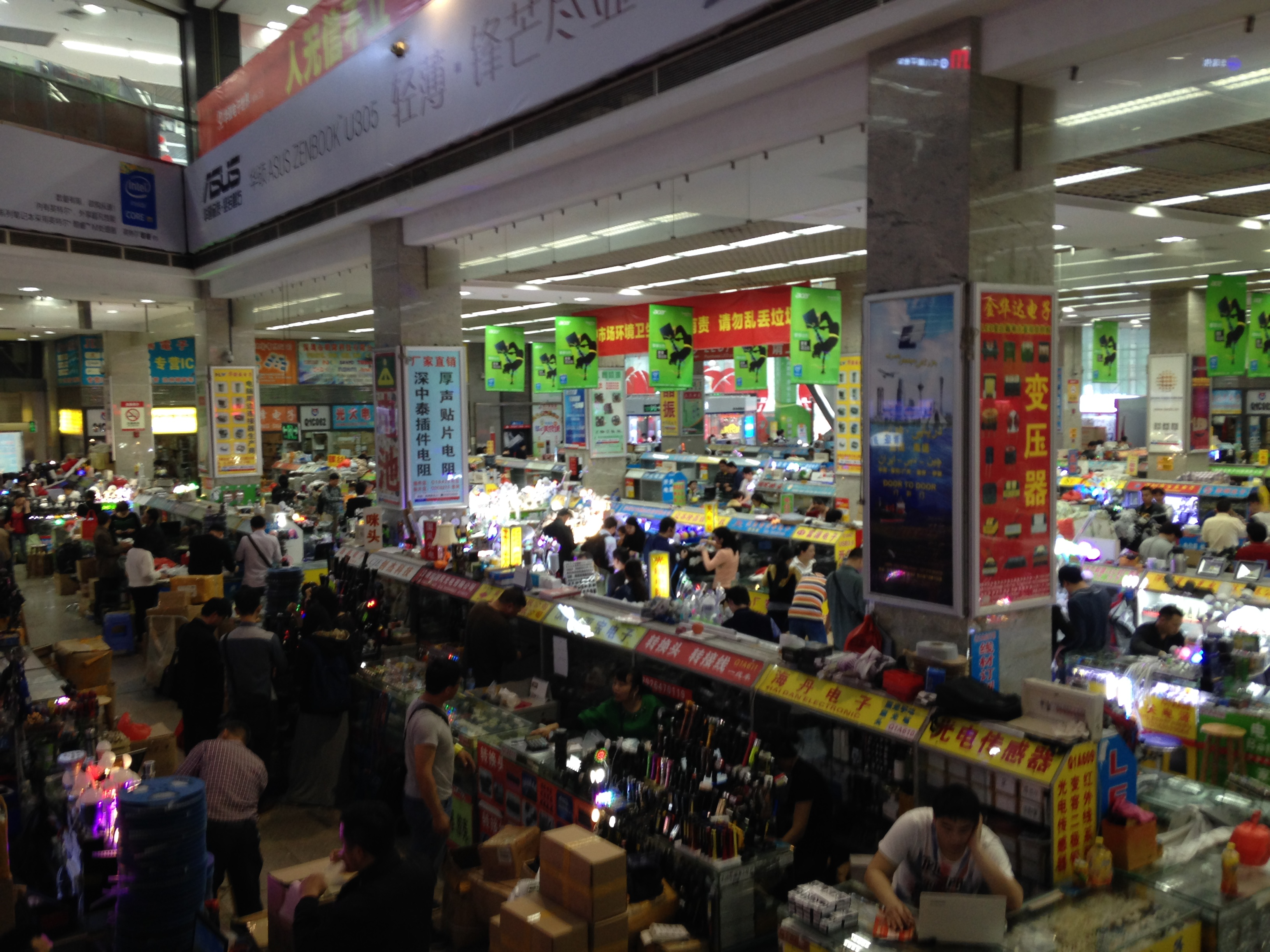
電子零件賣場
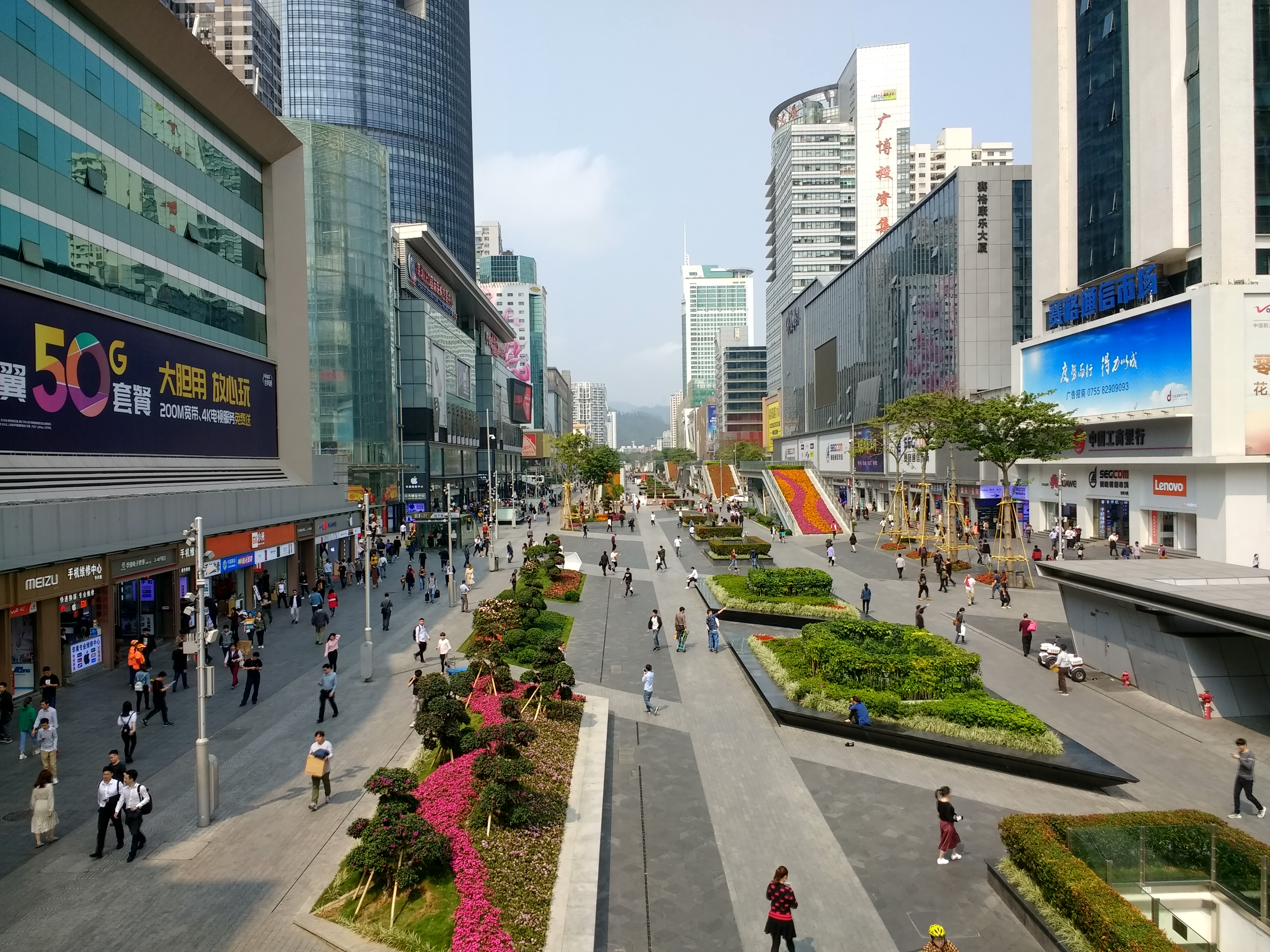
华强北步行街
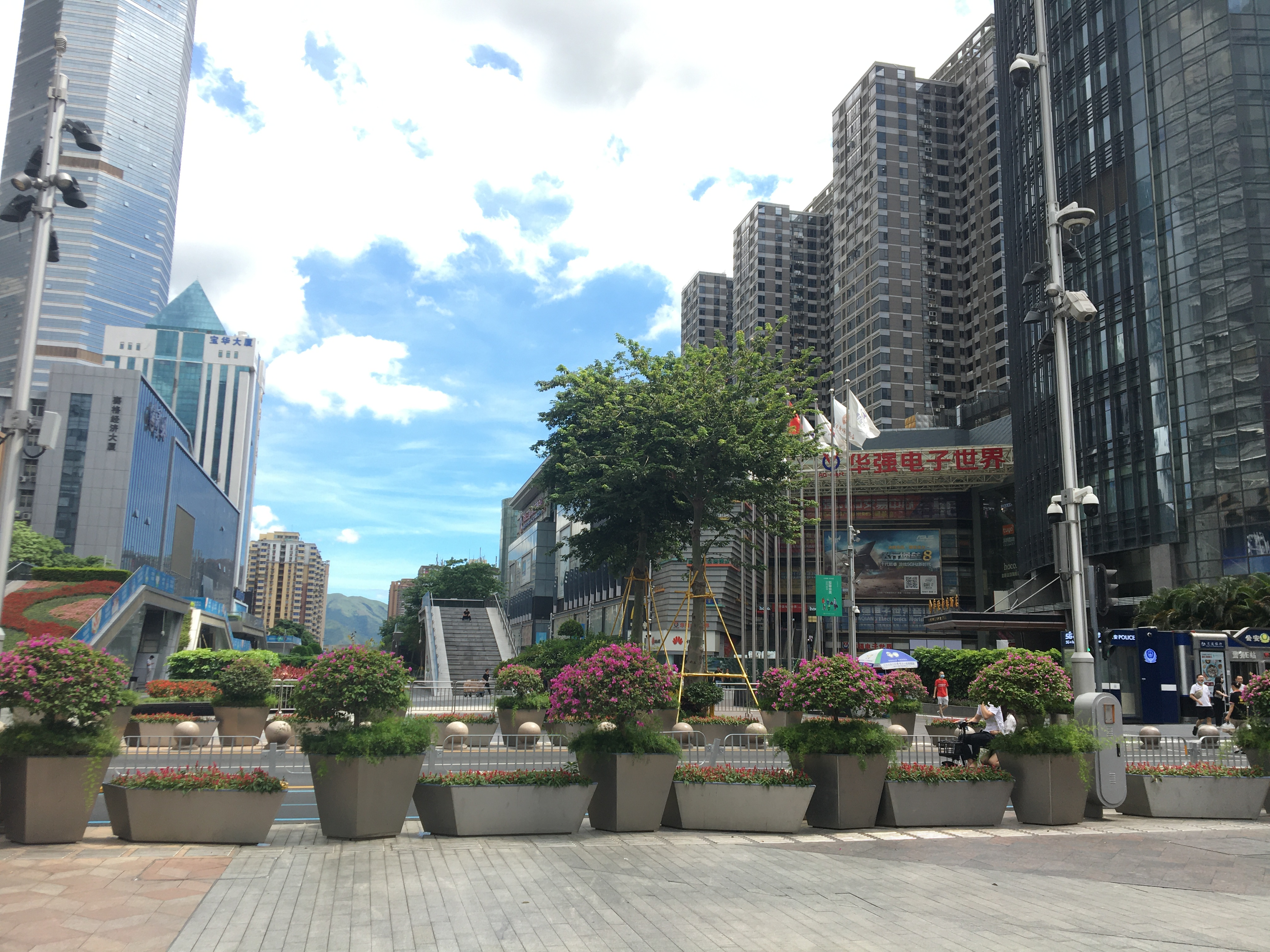
华强北步行街街景（2021年）